# 克洛德-維克托·佩蘭
克洛德·维克托-佩兰，贝卢诺公爵（法語：Claude Victor-Perrin, duc de Bellune，法語發音：[klod viktɔʁ pɛʁɛ̃]；1764年12月7日—1841年3月1日）法国革命战争和拿破仑战争期间的军人和军事指挥官，1807年被拿破仑授予法国元帅。

## 生平
维克托出生于孚日省（Vosges）的拉马什（Lamarche），夏尔·佩兰（Charles Perrin）和玛丽·安娜·弗洛里奥（Marie Anne Floriot）夫妇的儿子。1781年，他进入军队成为一个列兵，经过十年的服役他退役并定居在德龙省瓦朗斯（Valence）。不久之后他加入了当地的志愿军，大革命爆发后迅速升迁。1791年5月16日和Jeanne Josephine Muguet结婚，他们的后代在1917年因无男性继承而断绝。1792年9月15日，维克托成为布歇斯-杜-罗尼志愿军第二营的中校营长。 

## 法國大革命戰爭
1793年9月7日-12月19日土伦围城战中，維克托負責指揮一個步兵營，與時任少校的拿破崙一同對英軍要塞執行夜襲，雖然在戰鬥中受傷，但仍成功拿下要塞。由于他的勇敢被拔擢为准将（général de brigade），1794-1795年在东比利牛斯军团服役，后再次转入拿破仑指揮的意大利军团，在1796-1799年的意大利戰役期間，以旅長身分参與了蒙多维、里沃利戰役和曼托瓦战役。1797年3月10日，获少将军衔，并提升为师长（general of the division）。
1800年6月4日，维克托参加了决定性的马伦哥战役，他指揮的左翼表現出色，深受拿破崙讚賞。由於維克托並未對拿破崙發動的政變表示熱烈支持，因此執政府期間維克托並未擔任要職。法奧停战协议签订后，维克托离开意大利军团，出任法国驻尼德兰（今荷兰）占领军总司令。1802年，被任命为北美路易斯安那殖民地的上将总督，但他还没有来得及上任，殖民地就被卖给了美国。1803年成为巴塔瓦尼亚军团指挥官，然后他在哥本哈根做了18个月(1805 - 1806)的法国驻丹麦全权代表。那一年他第二次结婚，妻子朱莉·沃施·范阿韦萨特（Julie Vosch van Avesaet，1781 – 1831），有一个独生女。

## 拿破崙戰爭
法國和普鲁士爆发战争后 (第四次反法同盟)他加入了大軍團的第五军团，因義大利戰役期間他與让·拉纳關係良好，因此在拉納元帅麾下任参谋长，参加了在萨尔费尔德戰役（1805.10.10）、耶拿戰役（10.14）、施潘道（10.25）、普乌图斯克（12.26）进行的战役。
維克托於1807年1月任新組建的第十军军长，但却在斯德丁附近遭到普魯士骑兵的突然袭击而被俘。在埃劳战役（2.7-8）后，與被法軍俘的普魯士軍官布呂歇爾進行换战俘而获释。6月5日，维克托接替负伤的让-巴蒂斯特·贝尔纳多特元帅任第一军军长，在弗里德蘭戰役中組織對俄軍左翼的重要進攻，1807年7月13日，被授予帝国元帅称号，并出任普鲁士及柏林总督，时年41岁。
1808年，被封为贝卢诺公爵(1853年爵位因无后消除)。同年,爆發半島戰爭，他指揮的第一軍團被派去西班牙，11月9日，在埃斯皮诺萨击败布莱克将军的西班牙左翼军团，12月2日，攻占马德里。1809年，西班牙司令因凡塔多公爵在马德里东南集中了21000人，计划突袭首都，但却在1月13日在乌克莱斯戰役遭到维克多重创，英范塔多公爵被撤职。3月28日他於麥德林戰役徹底擊敗格雷戈里奧·德·拉·奎斯塔率領的西班牙軍。
1809年4月22日，英军威灵顿公爵率2万余英军在葡萄牙登陆，并联合葡军打败了深入葡萄牙的苏尔特元帅，乘胜进入西班牙。维克托在塔拉韦拉與威靈頓公爵率領的英军交戰，執行了一場大膽的夜襲進攻，獲得平手。然而約瑟夫與儒爾當卻拒絕乘勝發起新一輪的攻勢，維克托對此感到憤怒。1810年，維克托試圖率軍圍攻加的斯港，然而在漫長的圍攻行動中成效甚微，維克托更是在巴洛薩戰役中遭英西聯軍擊敗。
1812年9月，维克托被召回法国，负责指挥由德意志人组成的第九军（32000人），随皇帝远征俄罗斯，戰役期間第九軍主要作為預備部隊，驻守斯摩棱斯克，負責防守漫長的補給線，以防哥薩克騎兵騷擾。當冬季到來法軍災難性的撤退後，他負責担任后卫，保护撤退军队渡过别列津纳河，維克托沉著的組織後衛戰，成功掩護大軍團殘餘的部隊後撤。
1813年3月12日，维克托任第二军军长，参加德意志战役。8月26日，参加德勒斯登戰役，並接著參與兩個月後萊比錫戰役。1814年2月由于在蒙特里桥争夺战中失利被解职，維克托自尊受損，憤怒的對拿破崙說道:“我將會端起槍，在衛隊中履行我的職責!”拿破崙被他打動，任命維克托为青年近卫军的两个师的指挥官，直至3月在克朗的苦战中受重伤为止。他被拿破崙解職，他的指挥權被转交给热拉尔德，维克托的自尊受到严重伤害，而转移效忠波旁王朝。
1814年12月路易十八任命他指挥第二军团，1815年拿破仑返回成立百日王朝，他跟随路易十八流亡去根特（Ghent）。滑铁卢战役后，被路易十八封为法国贵族。1815年12月，他在审讯内伊元帅的法庭上投票赞成处决米歇尔·内伊，儘管事後他對此感到後悔。1821年，他被任命为战争大臣，1830年他被任命为皇家卫队少将司令。1830年七月革命后他完全退休，他于1841年3月1日在巴黎去世，年77岁。他的回忆录在1793 - 1800年期间陆续发表(巴黎,1846)。

## 个人生活
1791年5月他与让娜-约瑟芬·米盖（Jeanne-Josephine Muguet）结婚并有4个孩子:
- 维多琳（Victorine，1792 – 1822)
- 夏尔（Charles，1795 – 1827）
- 拿破仑-维克托（Napoleon-Victor，1796 – 1853）
- 欧仁（Eugene，1799 – 1852）

1803年6月他第二次娶了朱莉·沃施·范阿韦萨特（Julie Vosch van Avesaet，1781 – 1831），有一个女儿:
- 斯特凡妮-约瑟芬（Stephanie-Josephine） (1805 – 1832)